# Farmerama
Farmerama es un juego de simulación creado por Bigpoint en el que los jugadores están a cargo de una granja donde tienen que plantar campos y cuidar animales. A través de distintas tareas y misiones, los jugadores aumentan de nivel consiguiendo acceso a nuevos tipos de cultivo y animales más extraños. En julio de 2011 se alcanzaron más de 30 millones de usuarios registrados en el juego en más de 30 idiomas distintos.
En enero de 2013 se celebra el tercer aniversario con un gran evento con transmisión en vivo desde la oficina de Farmerama.

## Entorno
Cada jugador empieza con una granja pequeña que puede ir expandiendo y personalizando dependiendo de dónde se colocan las decoraciones, los corrales, los cultivos, etc. Para comprar semillas, expandir los edificios, vender provisiones en el mercado o enviar regalos a los vecinos hay que ir a la ciudad.

## Modo de juego
El juego incluye una interfaz intuitiva con un aprendizaje muy sencillo basado en acciones de un solo clic.

### Economía
Los artículos se pueden comprar con musgopeniques (moneda virtual) o tuliflorines (monedas compradas con euros). En el mercado de granjeros los jugadores pueden comprar o vender sus cultivos con una comisión por parte del juego, animales u otro objetos.

### Agricultura y ganadería
Cuando un terreno ha estado preparado de forma correcta se pueden plantar las semillas. Después de un tiempo (dependiendo de cada cultivo), las semillas empezarán a crecer hasta poder ser sembradas a cambio de puntos de experiencia y puntos de misiones. El proceso de crecimiento se puede acelerar añadiendo agua, estiércol o abonos en el terreno antes de que el cultivo haya crecido totalmente.
Si el jugador construye un corral en la granja puede hacer crecer animales dándoles comida y agua hasta que maduren. Una vez estos han crecido del todo pueden ser usados para las misiones u ofrecidos para la venta en el mercado de granjeros. Con la cría de animales se ganan puntos de experiencia.

### Jugadores
Los jugadores pueden añadirse como vecinos entre ellos. Los vecinos se ayudan entre sí a limpiar el terreno (haciéndolo apto para el cultivo), dando puntos de experiencia para subir de nivel o para conseguir regalos que puedan ayudar en la evolución de la granja.

### El prado salvaje
El prado salvaje es un territorio que se puede desbloquear a partir del nivel 17 o pagando 100 tuliflorines si el jugador está en algún nivel inferior. Este territorio empieza estando lleno de hierbas, pero el área de cultivo se va expandiendo a medida que el jugador consigue nuevos vecinos. Para poder desbloquearlo totalmente se necesitan 12 vecinos.

### El jardín
El jardín es otro territorio que se puede desbloquear dentro de la granja. Para desbloquearlo se necesita llegar al nivel 25 y solo se puede utilizar para colocar decoraciones.

### La ciudad
La ciudad funciona como territorio de adquisiciones. En la ciudad se pueden ver las últimas promociones y noticias colocados en el tablón de anuncios.
La ciudad ofrece distintos tipos de tiendas y características.
- El mercado: se puede acceder a partir del nivel 3 y permite la compraventa de tus mercancías con otros jugadores.
- Semillería: los distintos tipos de semillas para frutas y verduras y se van desbloqueando a medida que aumentas de nivel.
- Correos: permite comunicarse directamente con otros jugadores para poder así conseguir una relación que te permita adquirir mejores tratos o ayuda para tu granja.
- Banco: se pueden comprar tuliflorines a cambio de algunos euros y gestionar los propios musgopeniques.
- La cooperativa: consigues premios (como puntos de experiencia, dinero, objetos, establos, etc.) y estrellas a cambio de completar misiones. Estas suelen pedir normalmente cosechas, frutos de árboles frutales, animales o ganado de cría, aunque hay otras que se completan con otros productos.

### La bahía pirata
La bahía pirata es un mercado en el que aparecen productos con descuento. Suelen aparecer objetos decorativos (como banderas), objetos útiles (como tanques de agua, u objetos que proporcionan puntos de experiencia al jugador) y objetos mucho más caros. Los productos que aparecen cambian 24 horas más tarde.

### El claro del bosque
Aquí está el árbol de la sabiduría, con el que puedes adquirir premios o lugares a cambio de estrellas (las estrellas se pueden conseguir completando misiones de la cooperativa o subiendo de nivel).

### Pompón Pelambreras
Es un cordero negro que, si comes tarta todos los días con él, cada vez te va dando mejores regalos. Los premios varían cada día, pero siempre te da vueltas del molino gratis. A veces te da regalos especiales, que se caracterizan por ser rojos e ir con un lazo dorado.

### El molino
El molino es una ruleta de la fortuna en la que consigues siempre un premio seguro. Hay varios tipos de premios, como establos, árboles, mejoras para establos o árboles, dinero, puntos de experiencia, objetos, superabono, superpienso o vueltas del molino. Puedes acceder a él a través del mapa o directamente en la ciudad.